# Nona Gaprindashvili
Nona Gaprindashvili (ნონა გაფრინდაშვილი) (Zugdidi, 3 de mayo de 1941) es una jugadora de ajedrez georgiana. Fue la primera mujer en lograr el título de Gran Maestro de la FIDE. Asimismo, fue la quinta campeona del mundo de ajedrez (1962–1978).
Tuvo una gran importancia en la tarea de popularizar y difundir el ajedrez femenino.

## Biografía
Nona Teréntievna Gaprindashvili nació el 3 de mayo de 1941 en Zugdidi, Georgia. Fueron sus hermanos mayores quienes le enseñaron a jugar al ajedrez cuando tenía 5 años.
A los 15 años y bajo la supervisión de su entrenador, Vakhtang Karceladze, se convirtió en campeona de Georgia en la ciudad de Tbilisi.
En 1961, con 20 años, Gaprindashvili ganó el cuarto torneo de candidatas, clasificándose para disputar un match contra la poseedora del título, Yelizaveta Býkova. Ganó el encuentro fácilmente (+7 −0 =4), y defendió la corona con éxito cuatro veces: tres veces contra Ala Kushnir (1965: 10–6; 1969: 12–7; 1972: 12–11) y una contra su compatriota georgiana Nana Alexandria (1975: 9–4). Terminó por perder el título en 1978 ante otra georgiana, la joven de 17 años Maia Chiburdanidze, (+2 −4 =9).
Durante su carrera Gaprindashvili compitió con éxito en torneos masculinos, ganando entre otros el torneo Hastings Challengers en 1963/4 y empatando el primer puesto en Lone Pine en 1977. A pesar de que no cumplía con los requisitos técnicos, la FIDE le concedió el título de Gran Maestro Internacional por sus espectaculares resultados en un torneo donde la mayoría de los 45 participantes eran grandes maestros.
En 2021, Gaprindashvili demandó a la compañía de serie Netflix por considerar que en un episodio emitido de la miniserie Gambito de dama,  se incurre en falsedades contra su persona.